# Ludmyła Łusnikowa
Ludmyła Jurijiwna Łusnikowa (ukr. Людмила Юріївна Луснікова, ur. 7 stycznia 1982) – ukraińska judoczka. Dwukrotna olimpijka. Zajęła dziewiąte miejsce w Sydney 2000 i piętnaste w Pekinie 2008. Walczyła w wadze ekstralekkiej.
Uczestniczka mistrzostw świata w 2003 i 2007. Startowała w Pucharze Świata w latach 1999–2001, 2003, 2004 i 2006–2009. Piąta na mistrzostwach Europy w 2003. Wygrała akademickie MŚ w 2002 roku.

## Letnie Igrzyska Olimpijskie 2000
| Konkurencja | Eliminacje           | Eliminacje                 | Eliminacje         | Repasaże             | Klas. końcowa |
| Konkurencja | Przeciwnik I         | Przeciwnik II              | Przeciwnik III     | Przeciwnik I         | Miejsce       |
| ----------- | -------------------- | -------------------------- | ------------------ | -------------------- | ------------- |
| 48 kg       | Lauren Meece (USA) Z | Neşe Şensoy Yıldız (TUR) Z | Ryōko Tani (JPN) P | Zhao Shunxin (CHN) P | 9.            |

## Letnie Igrzyska Olimpijskie 2008
| Konkurencja | Eliminacje              | Eliminacje            | Klas. końcowa |
| Konkurencja | Przeciwnik I            | Przeciwnik II         | Miejsce       |
| ----------- | ----------------------- | --------------------- | ------------- |
| 48 kg       | Chahnez M'barki (TUN) Z | Kim Young-ran (KOR) P | 15.           |